# Matt Mills (Reiter)
Matthew „Matt“ Mills (* 17. März 1979 in Long Beach, Kalifornien) ist ein US-amerikanischer Westernreiter.

## Werdegang
Mit neun Jahren begann er zu reiten. Nach einem Sommerpraktikum bei Dell Hendricks begann er als Pferdetrainer bei Hendricks zu arbeiten.
2006 gewann er die Reining Meisterschaften der USEF in Lexington (Kentucky) und sicherte sich so sein Ticket für die Weltreiterspiele in Aachen.
Bei den Weltmeisterschaften 2006 gewann er im Reining dann auf Easy Otie Whiz Mannschafts-Gold und erreichte im Einzel Platz 4.
2020 erreichte Matt Mills  den Status eines NRHA One Million Dollar Riders, was bedeutet, dass er mit Preisgeldern bereits mehr als 1 Mio. $ bei NRHA-Turnieren verdient hat.

## Pferde (Auszug)
- Easy Otie Whiz (* 1999), brauner American-Quarter-Horse-Hengst, Vater: Topsail Whiz
- Mia Little Whiz (* 2008), Fuchsstute, Vater: Easy Otie Whiz, Muttervater: Little Lenas Legend, der über seinen Vater Smart Little Lena von der AQHA Hall of Fame-Stute Poco Lena abstammt